# Birger Dahlberg
Gustaf Birger Dahlberg, född 4 juli 1902 i Skellefteå, död 2 augusti 1978 i Skellefteå, var en svensk arkitekt och politiker, bland annat med posten som vice ordförande i byggnadsnämnden i Skellefteå i nitton år.

## Biografi
Birger Dahlberg var son till stadsbyggnadsmästare Karl Gustaf Dahlberg och hans hustru Karin, född Jonsson. Han var gift från 1940 med Birgit Almlöf (1915–2002)  från Filipstad och fick två barn.

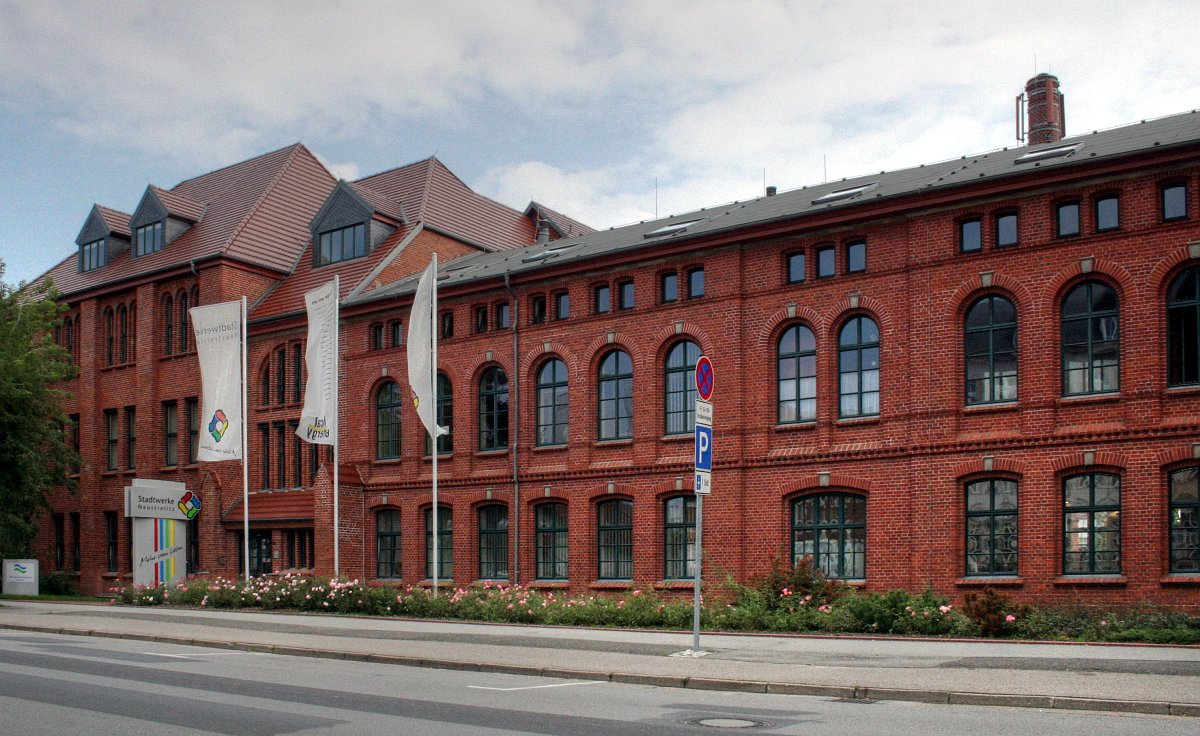
Technikum i tyska Strelitz där Dahlberg tog examen 1930.

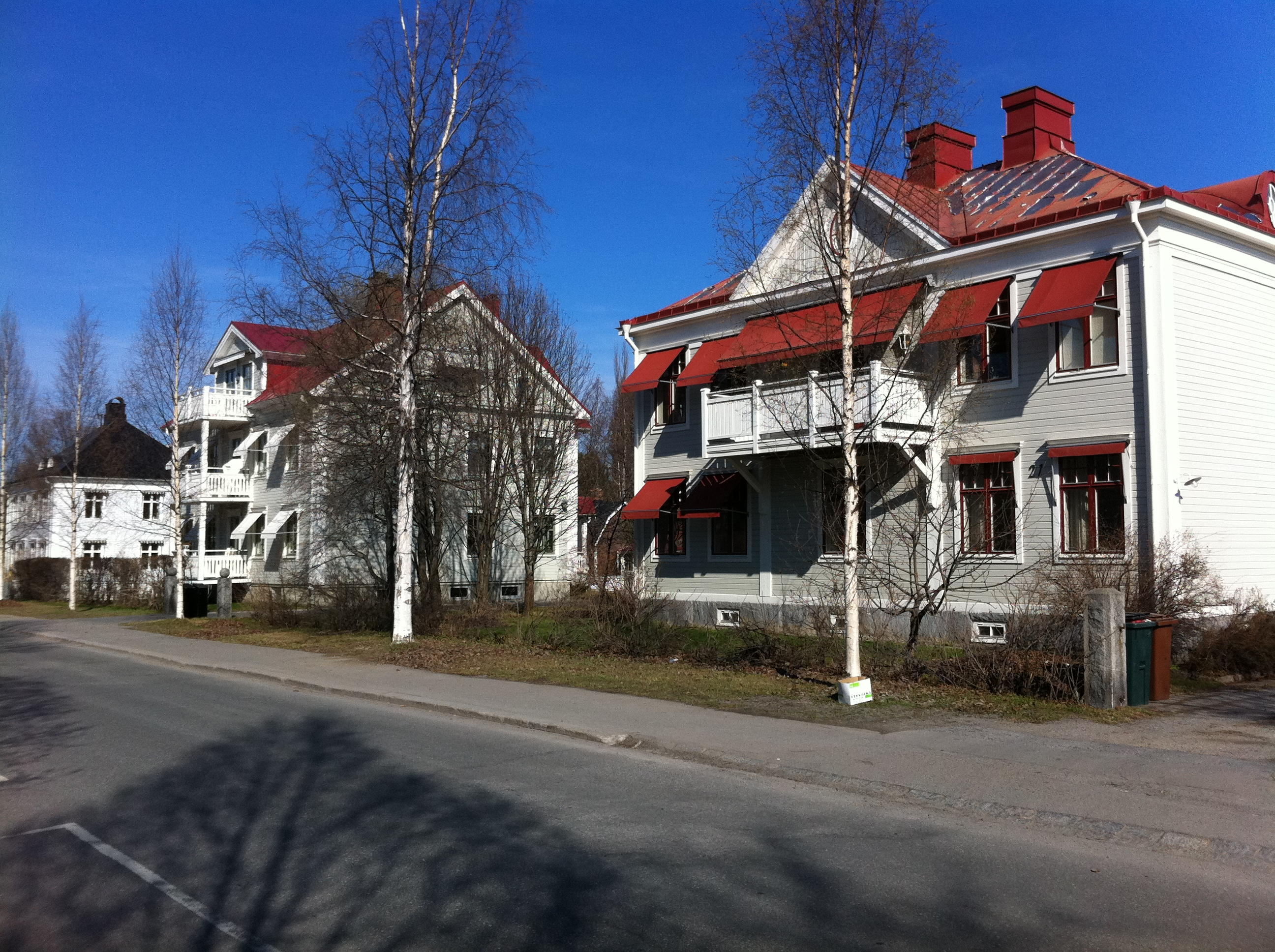
kvarteret Björnen, 1922–1925

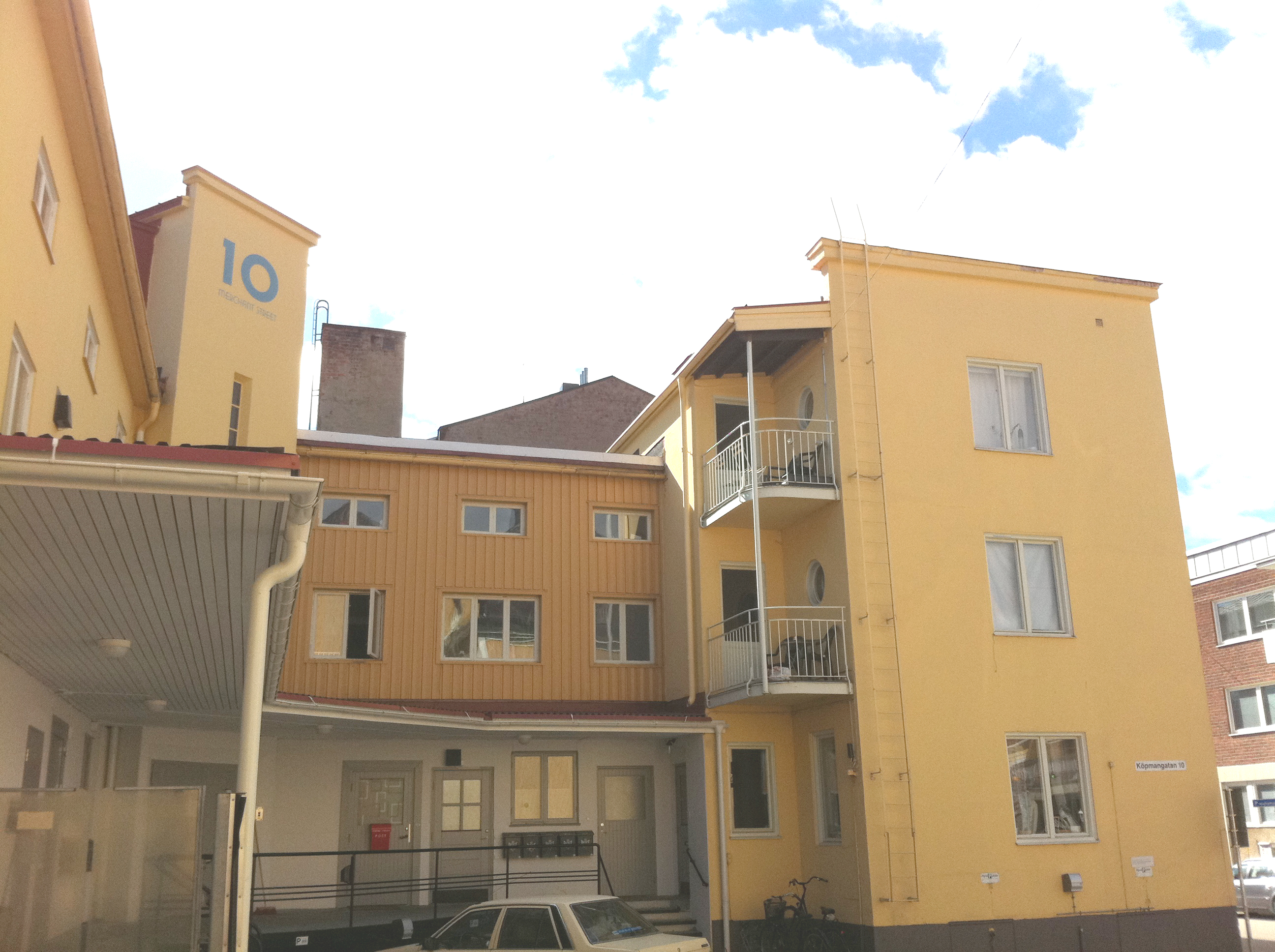
Bröderna Anderssons, 1934

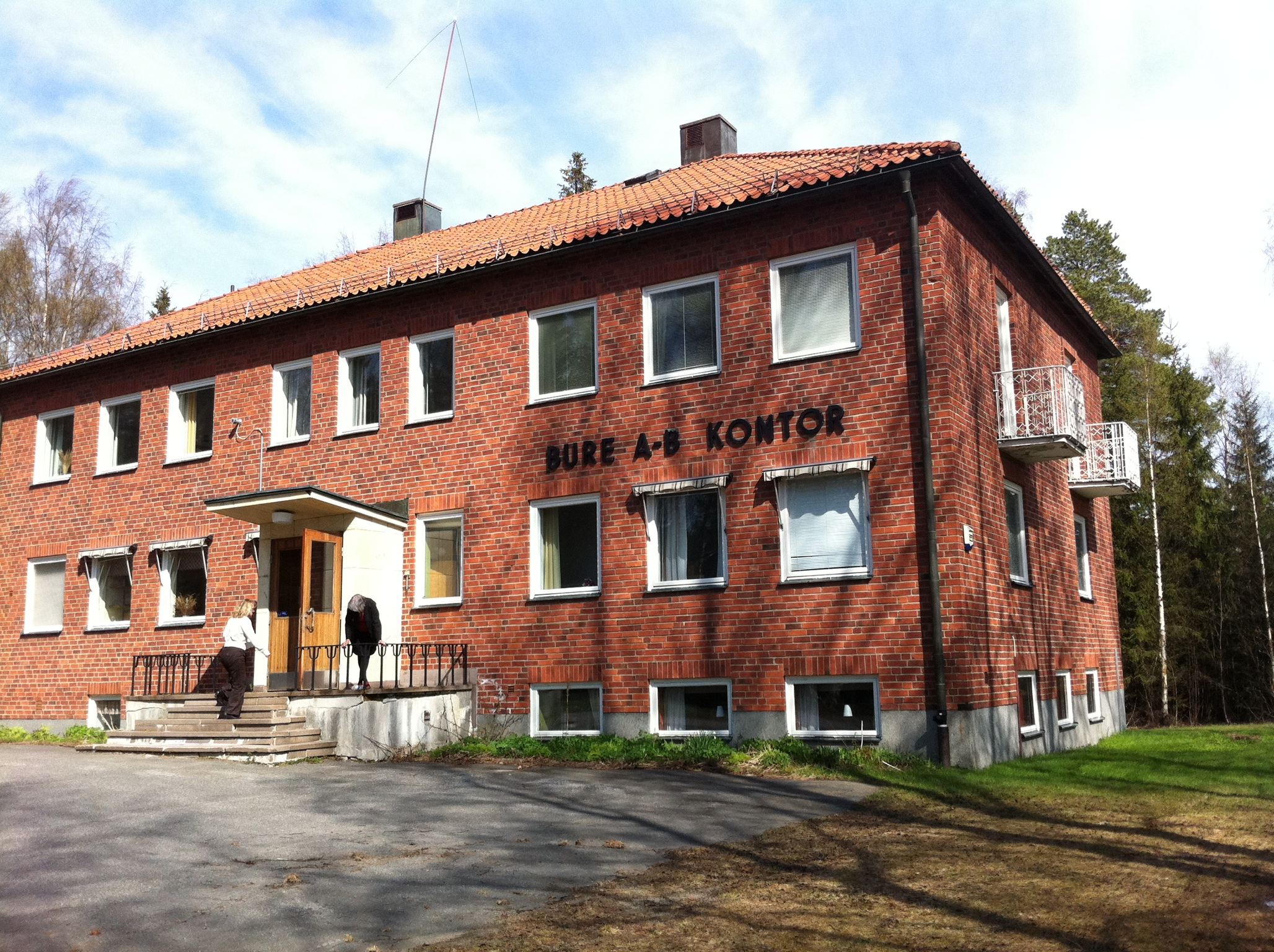
Bure AB:s huvudkontor, 1952 (idag Bure Arkiv)

Han tog realexamen 1919. Efter examen från Chalmers tekniska instituts lägre avdelning 1923 och arkitektexamen från Technikum (Höhere Technische Lehranstalt) i Strelitz, Tyskland, 1930 var Dahlberg sedan 1920-talet och till omkring 1960 verksam - och bland de absolut mest tongivande arkitekterna - i hemstaden Skellefteå. Både här och i en rad kringliggande kommuner bär många byggnader Dahlbergs signatur. Dahlberg är en av de arkitekter som klarade paradigmskiftet mellan 1920-talets klassicism och 1930-talets modernism, och har levererat högkvalitativa byggnadsverk inom bägge stilarna. Även därefter, under bland annat 1950-talet, levererade han karaktäristiska byggnader av hög kvalitet.
Birger Dahlberg var en välkänd byggnadsfackman i skelleftebygden, med en omfattande arkitektverksamhet och ofta anlitad som byggnadskontrollant, byggnadskonsulent (i Byske och Burträsks municipalsamhällen)  och byggledare vid större byggnadsföretag. Han verkade också som lärare i byggnadsteknik vid Tekniska gymnasiet i Skellefteå från 1946.
Dahlberg var ordförande i Västerbottens Norra Fornminnesförening och styrelseordförande i Skelleftehamns Golvparkett AB (grundat 1937). Makarna Dahlberg är begravda på Skogskyrkogården i Skellefteå.

### Verk i urval
Verken är från Skellefteå, om inte annat anges.
- 1922–1925: De tre husen i kv Björnen (Storgatan 13, 17 och 21) är utförda i den 20-talsklassicism där man efter första världskriget blickade tillbaka till de antika stilidealen men med lättare och friare former.
- 1924: Centralhotellet i Skellefteå (kv Loke, Torget), rivet 1966.
- 1926: Påbyggnad av byggnadsminnet Markstedtska gården[10]
- 1927: Rosa villan i kv Balder
- 1930: Affärs- och bostadshus i kv Banér (Norrböle)[11]
- 1930: Begravningskapellet i Kalvträsk (klassicism)
- 1934: Bröderna Anderssons (bostads- och kontorshus, funkis) i kv Haren (Köpmangatan 10)[10]
- 1934: Centrumhuset (kv Loke, Torget) (funkis)[10]
- 1934: Vattentornet på Kallholmsberget, Skelleftehamn
- 1934: Spisbrödsfabrikens kontor (före detta Trivselhuset)
- 1939: Ett av fyra förslag (konkurrens av bland annat Edvin Bergenudd och segraren Ivar Tengbom) på nytt stadshus i Skellefteå
- 1945: Flerbostadshus (Flundran 5, Strandgatan)
- 1946: Kommunalhus för Skellefteå landskommun (numer säte för Västerbottensteatern).
- 1950: fd kommunalhuset i Norsjö (Köpmannen 6 , numer Vattenfalls kontor)[12]
- 1950: Tvåfamiljshus för Skellefteå Stads Kraftverks personal i Norsjö (Apotekaren 11)[12]
- 1952: Bure AB:s huvudkontor i Bureå, idag Bure Arkiv

Dessutom har han ritat gamla Hotell Gästis i Norsjö, samt 1946 dopfunten i Kågedalens kyrka.
1954 föreslog Birger Dahlberg som lösning på konflikten om stadens första stadshus att uppföra en kopia av i lättbetong och beklä den med den gamla panelen. Förslaget ansågs dock för pastischartat.

#### Renoveringar och tillbyggnader
Bland Dahlbergs renoveringar och tillbyggnader kan nämnas Markstedtska gården (1926), Lövångers kyrka (1934–1937), Byske kyrka (1955–1956, bland annat ny sakristia), Tingshuset i Skellefteå (1966), Hembygdsgården i Bureå (1972), med flera.

## Politiker
Birger Dahlberg var medlem av stadens högerförening och satt som ledamot i stadsfullmäktige, brandstodskommittén, Nyströms donationsfond samt i styrelser för bostadsstiftelser. Från 1936 var han ledamot av hälsovårdsnämnden. Den 18 april 1951 blev Dahlberg vice ordförande i byggnadsnämnden i Skellefteå. Han var då sedan länge en välkänd byggnadsfackman i bygden. Dahlberg lämnade uppdraget 1970.